# An Elder Scrolls Legend: Battlespire
 (octobre 2019).
Si vous disposez d'ouvrages ou d'articles de référence ou si vous connaissez des sites web de qualité traitant du thème abordé ici, merci de compléter l'article en donnant les références utiles à sa vérifiabilité et en les liant à la section « Notes et références ».
An Elder Scrolls Legend: Battlespire est un jeu vidéo de la série des Elder Scrolls, développé par Bethesda Softworks.

## Présentation
An Elder Scrolls Legend: Battlespire est le troisième jeu de la série The Elder Scrolls. Il reprend de manière quasi identique le mode de fonctionnement de Daggerfall, nonobstant le fait que son moteur 3D, le XnGine, a été optimisé afin de fonctionner à haute résolution. De plus, le nombre de races jouables est moins élevé.

## Système de jeu et univers
De prime abord, Battlespire ressemble énormément à Daggerfall. Cependant, là où son ancêtre laissait au joueur une liberté inégalée dans un jeu vidéo, Battlespire n'est en fait qu'une succession de donjons dont la difficulté très élevée ne laisse que peu de répit au héros.
Battlespire se déroule à la même époque qu'Arena, le premier épisode de la série. Le héros doit pénétrer dans le Battlespire (Mortecime en français), la forteresse où sont formés les mages impériaux, en chasser les Daedras, avant de les poursuivre jusque dans le Néant (Oblivion) pour en refermer les portes après avoir vaincu le prince daedra Mehrunes Dagon.
Pour la première fois (et la dernière fois jusqu'à Shadowkey), un jeu de la série des Elder Scrolls est doté d'un mode multijoueurs, permettant de jouer en réseau.